# JMEV EV3
JMEV EV3 — городской электромобиль производства китайской компании JMEV. Изначально он назывался E300, а с марта 2019 года автомобиль называется EVeasy EV3. EV3 является первым транспортным средством, полностью разработанным компанией JMEV. С 2024 года автомобиль оснащается дополнительным натрий-ионным аккумулятором, поставляемым компанией Farasis Energy. Таким образом, EV3 стал одним из первых серийных автомобилей с химическим составом аккумулятора.

## Описание

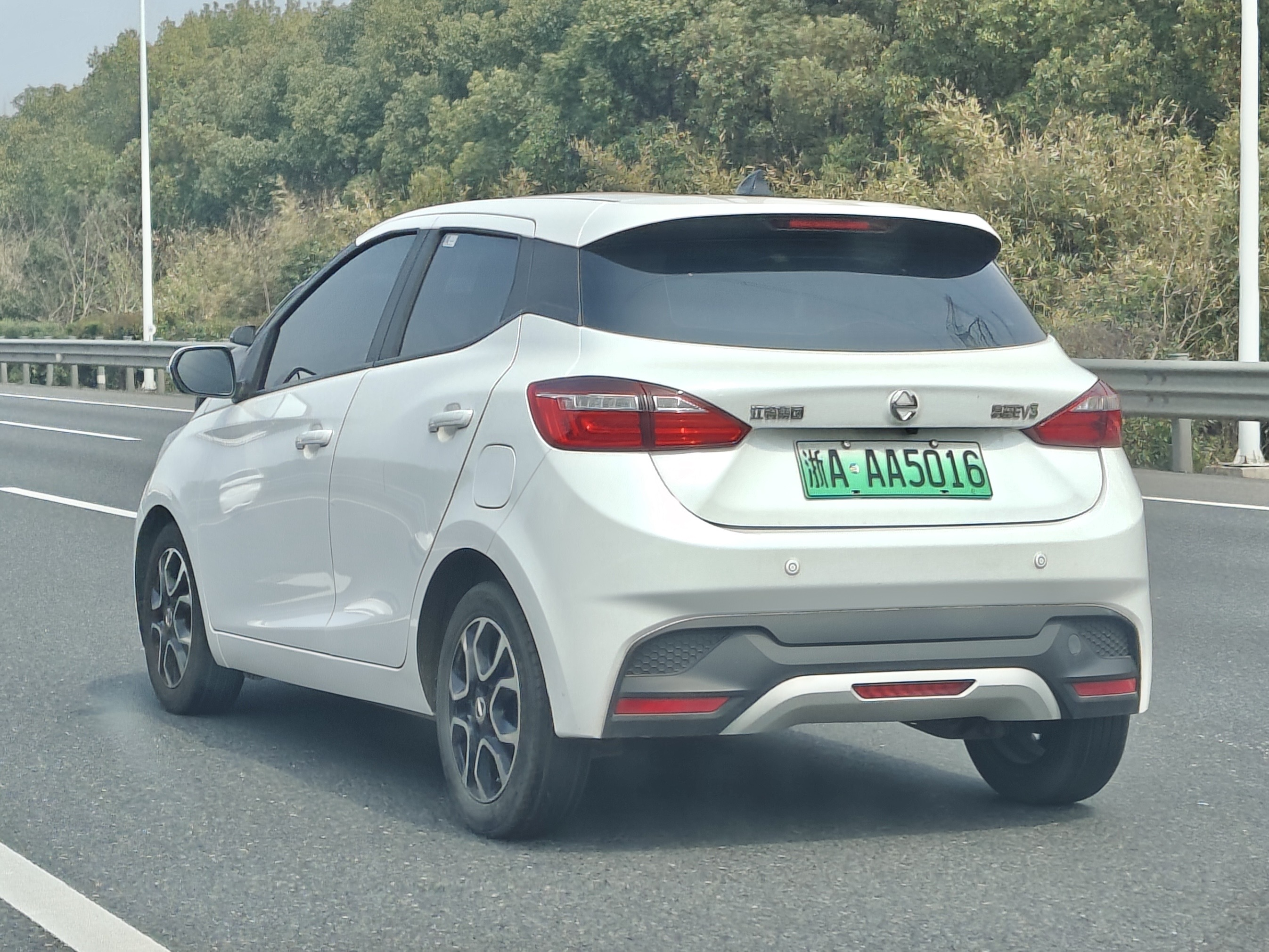
Вид сзади

EV3 является пятидверным, четырёхместным городским автомобилем, разработанным компанией JMEV. Первоначально он был представлен в 2018 году в Гуанчжоу под названием E300, а марте 2019 года автомобиль поступил в продажу под названием EV3.
Колея между колёсами составляет 1520 мм. Колёса автомобиля 15-дюймовые, с шинами 175/60 R15 и распределением массы 51:49. Высота без багажников на крыше составляет 1485 мм, а с багажниками на крыше — 1494 мм. Передняя подвеска автомобиля — Макферсон, а задняя — независимая, с торсионной балкой. При сложенных задних сиденьях объём багажника составляет 1000 л.
Порт быстрой зарядки постоянным током расположен за дверцей с логотипом на передней части, а порт зарядки переменным током расположен за левой задней дверью. Автомобиль имеет галогенные фары, светодиодные дневные ходовые огни и дополнительные противотуманные фары. Окрасы автомобиля: Lotus White, Blue, Acacia Grey и Cinnabar Red. Некоторые модели имеют двухцветную контрастную крышу.
В комплектацию входят стандартный проекционный дисплей в виде отражателя, дополнительное многофункциональное рулевое колесо и расположенный по центру сегментированный ЖК-дисплей приборной панели за «плавающей» 8-дюймовой информационно-развлекательной системой. Автомобиль имеет несколько дополнительных функций безопасности, в том числе систему камер кругового обзора, передние и задние парктроники, систему обнаружения «слепых зон», автоматическое экстренное торможение на низкой скорости, контроль давления в шинах и две передние подушки безопасности. Также автомобиль поддерживает функцию цифрового ключа от телефона, позволяющую смартфону запирать и отпирать двери, заводить автомобиль, просматривать состояние автомобиля и устанавливать температуру системы отопления, вентиляции и кондиционирования воздуха. На центральной консоли находятся селектор коробки передач и кнопки режимов Eco и Sport.
JMEV EV3 приводится в движение электродвигателем мощностью 35 кВт (47 л. с.) и крутящим моментом 150 Н⋅м или же электродвигателем мощностью 50 кВт (67 л. с.) и крутящим моментом 180 Н⋅м. Ёмкость аккумулятора составляет 31,9 кВт⋅ч, номинальный запас хода по циклу NEDC — 302 км, а максимальная скорость — 102 км/ч.
В 2021 году автомобиль прошёл фейслифтинг. Высота крыши была увеличена до 1535 мм, а многие из ранее опциональных функций безопасности стали стандартными.

## Технические характеристики
| Годы производства      | Аккумулятор       | Аккумулятор   | Мощность          | Крутящий момент | Запас хода по циклу CLTC | Максимальная скорость |
| Годы производства      | Тип               | Производитель | Мощность          | Крутящий момент | Запас хода по циклу CLTC | Максимальная скорость |
| ---------------------- | ----------------- | ------------- | ----------------- | --------------- | ------------------------ | --------------------- |
| 2019—2023              | 31.9 кВт⋅ч NMC    | —             | 35 кВт (47 л. с.) | 150 Н⋅м         | 302 км (NEDC)            | 102 км/ч              |
| 2019—2023              | 31.9 кВт⋅ч NMC    | —             | 50 кВт (67 л. с.) | 180 Н⋅м         | 302 км (NEDC)            | 102 км/ч              |
| 2024                   | 21.4 кВт⋅ч Na-ion | Farasis       | 35 кВт (47 л. с.) | 110 Н⋅м         | 251 км                   | 102 км/ч              |
| 2024                   | 21.4 кВт⋅ч Na-ion | Farasis       | 36 кВт (48 л. с.) | 140 Н⋅м         | 251 км                   | 102 км/ч              |
| 2023—2024              | 31.15 кВт⋅ч NMC   | Farasis       | 36 кВт (48 л. с.) | 140 Н⋅м         | 320 км                   | 102 км/ч              |
| 2024                   | 31.15 кВт⋅ч NMC   | Farasis       | 40 кВт (54 л. с.) | 110 Н⋅м         | 330 км                   | 102 км/ч              |
| 2025 — настоящее время | 30.24 кВт⋅ч LFP   | Gotion        | 50 кВт (67 л. с.) | 125 Н⋅м         | 330 км                   | 102 км/ч              |

## Амберавто А3
В 2024 году в Калининграде на заводе Автотор начался выпуск JMEV EV3 под названием Амберавто А3.